# Karlos Klaumannsmoller
Karlos Klaumannsmoller es el nombre artístico de Carlos Klaumannsmöller Mora (Santa Cruz de Tenerife, 28 de abril de 1975), actor, cómico, locutor radiofónico y escritor español.

## Biografía
Karlos Klaumannsmoller ha asumido casi todas las facetas del mundo del espectáculo. Ha actuado en teatro, teatro musical, cabaret, ha hecho stand-up, presentado programas de televisión y radio, ha hecho cine y series de televisión, artista en shows de revista para hoteles, ha escrito, dirigido y producido proyectos de entretenimiento…etc.
En 1993 entra en la escuela de actores de Canarias. Tras finalizar los estudios en 1995 se traslada al Reino Unido para seguir su formación en la danza y después en el teatro. Reino Unido será entonces su segunda casa viviendo desde entonces entre ambos países.
Desde 1996 a 2002 trabajará en varias compañías de espectáculos como artista multidisciplinar en hoteles, cabarets y casinos de más de una veintena de destinos por Europa y norte de África. 
Entre 2003 a 2005 hace un parón en su carrera artística y se forma en el mundo del turismo, trabajando en compañías turísticas como guía o en British Airways. 
En 2005 interviene en el programa de Televisión Canaria, Somos como Somos, presentado por Esther Gómez.
Entre 2006 y 2007 es el director y presentador del popular magazine de radio, Entre limón y chocolate, del canal Radio Millenium MX, también en Tenerife y que se retransmitía en Miami.
Su primer trabajo cinematográfico como actor fue en la película de los Hermanos Ríos, Santiago y Teodoro Ríos, El vuelo del Güirre (2007), con Isabel Prinz, Soraya G. del Rosario, Andrea Montero, Fernando Navas, Carlos Álvarez Novoa, Adrián Rodríguez, Mapi Sagaseta.
El mismo año 2007 también participa en el largometraje El barranco del infierno, de Benjamín Navas, y en el cortometraje La Virgen de Fátima, del director Juanma Bajo Ulloa.
Posteriormente se traslada a Madrid donde participa de forma continuada en varios proyectos cinematográficos a nivel nacional e internacional: The longest minute of my life, del director Houssein Gabriel Hijazi o Rejoj, del director Eloy López Curto.
En el 2008 la productora Canaria "Doble Diez" le llama para ser colaborador del programa ¿De qué lado estás? de TVCanaria, presentado por Roberto Kamphoff.
A partir del 2008 empieza a ser un rostro habitual en la pequeña pantalla, participando en series como: La que se avecina
de Tele5, 90-60-90, diario secreto de una adolescente, serie de televisión producida por Diagonal TV y estrenada el 7 de septiembre de 2009 en Antena 3, con Esmeralda Moya, Assumpta Serna, Jesús Olmedo o Ana Rujas, Guante blanco, producida por Bambú producciones para RTVE, junto a Carlos Hipólito, José Luis García-Pérez, Leticia Dolera, Eloy Azorín o Ana Risueño. También ha participado en El comisario y Desesperados, entre otros.
Desde sus inicios, en 1997 ha participado como actor en más de 50 montajes teatrales con destacados directores como por ejemplo: Don Juan Tenorio de Zorrilla, dirigido por Concha Goyanes, En alta mar de Slawomir Mrozek y dirigido por el polaco Karol Wisniewski, Teatro a un euro junto a Miriam Díaz Aroca, Toni Martínez e Isabel Prinz...etc.
También es conocida su faceta como dramaturgo, director y productor teatral: Los Críticos, espectáculo premiado por el público en el Festival de teatro de Velilla de San Antonio, Madrid en 2008 o el monólogo cómico El estresado.
En 2010 crea la productora de teatro, "La regadera producciones teatrales", y se lanza a producir la obra Acoso entre vías de Brian Phelan y que dirige el también conocido director Andrés Navarro. La obra se estrenó en 2012 en Madrid con un elenco de veteranos actores, Carlos del Pino, Enrique Cazorla y Gonzalo Kindelán. Con esta misma productora dirigió y versionó junto a Karol Wisnievski y Doriam Sojo, la obra del venezolano Rodolfo Santana, El Presentador.
En 2013 se traslada a Alemania, Hamburgo, donde realiza varios seminarios y participa en varios proyectos cinematográficos junto al actor Alexander Kruusse Mettin.
De 2014 a 2017 participa como actor y productor en la obra de teatro "La Guerra de los sexos" junto a Cayetana Cabezas,  Silma López, Juan Dávila,  Quim Ramos entre otros. 
En el 2016 participa en la película de Víctor Matellano "Stop Over in Hell" o "Parada en el infierno" junto a Enzo Castelari, Nadia de Santiago,  Tania Watson, Veki Velilla, Antonio Matando, Denis Rafter, Manuel Bandera o Guillermo Montesinos, entre otros. 
Ese mismo año rueda el spot de 90 segundos de duración "Toujeo - Feel the groove" dirigido por el director estadounidense Phil Joanou,  convirtiéndose en la imagen del producto Toujeo en Los Estados Unidos para la farmacéutica Sanofi. Dicha colaboración se mantiene desde 2016 hasta 2021.
En 2017 rueda en Hungría la película "El jugador de ajedrez" dirigida por 
Luís Oliveros junto a Marc Clotec, Alejo Sauras o Melina Matthews.
En 2018 se traslada a Londres para rodar el cortometraje del director italiano "The killer spray". 
Ese mismo año y estando en Londres, el director israelí-americano, [[Lior Geller, lo contrata para participar en su película We Die Young, junto a Jean Claude van Damme y David Castañeda (The Umbrella Academy).
Aprovecha su estancia en UK para volver a estudiar interpretación en el Actor´s center y en Mixing networks con conocidos directores de escena, directores de casting y dramaturgos británicos.
En 2019 lanza un libro de autoayuda para actores y actrices "El actor en la estantería, Marketing básico para actores y actrices" de la editorial Letrame. De venta en España y Latinoamérica en librerías especializadas y venta en línea.
A finales de ese mismo año regresa a España para dar una serie de conferencias por todo el territorio nacional sobre el marketing dentro de la industria enfocado a los actores y actrices y participa en la promo de Atresmedia "Con la comida no se juega" para el programa de televisión que presenta Alberto Chicote, "Pesadilla en la cocina".
En 2020, llegado la crisis de la Covid19, no puede volver al Reino Unido por las restricciones por lo que decide volver oficialmente a España. 
Este año participa en varios proyectos cinematográficos, destacando la comedia "Poliamor para principiantes" dirigida por Fernando Colomo, producida por Morena Films y Amazon Prime.
También vuelve a colaborar con Atresmedia, participando en la promo  "Sin Barreras" que dirige Gracia Qerejeta para el canal de televisión.
En el 2121 participa en varios proyectos televisivos, como el remake de la serie "Historias para no dormir", capítulo dirigido por Paula Ortiz o la comedia dirigida por Fernando Colomo "Poliamor para principiantes".
Aprovechando el parón laboral durante la pandemia de la Covid19, estudia un curso profesional de producción para televisión. Tras obtener el título oficial, entra a colaborar con varias productoras nacionales e internacionales como auxiliar de producción y asistente de dirección. 
En 2022 participa en una docena de spot comerciales para reconocidas marcas: Mapfre, ING, BBVA, CNI (Centro nacional de inteligencia), ACCE (Asociación española contra el cáncer) Parque Sur, Toujeo USA...
También participa en la comedia navideña de este año producida por Morena Films para Amazon Prime y dirigida por Paco Caballero "Reyes vs Santa". 
En 2022 es contratado por Paramount  Pictures para asistir al director de Lukas Ettlin durante el rodaje de la 4° temporada de la serie Jack Ryan producida por el también actor John Krasisnski.
En 2023 participa durante 4 meses en la opereta de Astor Piazzola, María de Buenos Aires,  en el Festival Immling de Munich dirigida por Cornelia y Verena Von Kerssenbrook en el personaje de El Duende. Tras los éxitos cosechados en Alemania ese año, le ofrecen participar en la misma opereta y con el mismo personaje en l producción de la compañía nacional Georgiana Sinfonietta de Tbilisi en 2025. 
En 2023 rueda en Tenerife la película de Guy Richie, In The Grey, protagonizada por Henry Cavill, Rossamund Pike, Jake Gyllenhaal, Eliza González y Carlos Bardem entre otros. 
Ese mismo año participa  en la serie noruega de Netflix, La Palma, que se entrena en diciembre de 2024 convirtiéndose en la serie de habla no inglesa más vista de la plataforma.
En 2024 participa en la película del director cubano Pavel Guirou, El Comandante Fritz, que se estrena en 2025 en el festival de cine de Munich, ya que se trata de un coproducción Hispano-Alemana-Cubana, protagonizada por Dennis Mojen, Yani Prados y Cristina Grosse.
En 2025 participa en la serie irlandesa, These Sacred Vows del director irlandés, John Butler  y que se estrenará en 2026. 

### Vida personal
El actor estuvo casado desde el 2008 y se divorcia en 2023. No tiene hijos. Nada se sabe de quién fue su pareja, a la que conoció en 2005, ya que el actor es bastante receloso de su vida privada. Reside en Móstoles (Madrid), aunque pasa gran parte de su vida entre Canarias, Alemania y Reino Unido.

### Premios
- 2008: Mejor actor por En alta mar, de Mrozek en el festival de teatro de Velilla de San Antonio, Madrid.
- 2008: Mejor actor por En alta mar, de Mrozek en el festival de teatro de Barajas, Madrid.

## Cine
| Año  | Título                                           | Director                | Tipo         |
| ---- | ------------------------------------------------ | ----------------------- | ------------ |
| 2025 | In The Grey                                      | Guy Richie              | Largometraje |
| 2025 | El Comandante Fritz                              | Pavel Guirou            | Largometraje |
| 2022 | Reyes vs Santa                                   | Paco Caballero          | Largometraje |
| 2021 | Poliamor para principiantes                      | Fernando Colomo         | Largometraje |
| 2019 | We Die Young                                     | Lior Geller             | Largometraje |
| 2019 | Ein Sommer in Salamanca                          | Michael Keusch          | Largometraje |
| 2019 | La gran aventura de Los Lunnis y el libro mágico | Juan Pablo Buscarini    | Largometraje |
| 2019 | The mosquito killer                              | Riccardo Salvi          | Corto        |
| 2019 | The winning ticket                               | Eion Ross-lonergan      | Largometraje |
| 2018 | El cartón de Alex                                | Julia Ruíz              | Largometraje |
| 2017 | El jugador de ajedrez                            | Luís Oliveros           | Largometraje |
| 2017 | Stop Over in Hell/Parada en el infierno          | Víctor Matellano        | Largometraje |
| 2015 | Orpheize                                         | Pedro Jaén Rodríguez    | Corto        |
| 2015 | Un par de segundos                               | Noemí Rodríguez Vidal   | Corto        |
| 2013 | The Blind Date                                   | Sofia Velasquez         | Corto        |
| 2013 | Reloj                                            | Eloy López Curto        | Corto        |
| 2011 | Nadie lo está contando                           | Jorge Jimeno            | Largometraje |
| 2009 | The longest minute of my life                    | Houssein Gabriel Hijazi | Corto        |
| 2008 | El vuelo del Guirre                              | Hermanos Ríos           | Largometraje |
| 2007 | La Virgen de Fátima                              | Juanma Bajo Ulloa       | Corto        |
| 2007 | El barranco del infierno                         | Benjamín Navas          | Largometraje |

## Televisión y Webseries
| Año  | Título                                                                                           |
| ---- | ------------------------------------------------------------------------------------------------ |
| 2026 | Those Sacred Vows - Serie - RTE Ireland - Dir. John Butler                                       |
| 2024 | La Palma - Serie - Netflix                                                                       |
| 2022 | Jack Ryan - Serie, T4, 1 episodio & Director' Assistant)                                         |
| 2022 | Atrápame si puedes - Concurso de tv Canaria - Invitado                                           |
| 2022 | Historias para no dormir - cap. 4                                                                |
| 2013 | Desesparados (Webserie)                                                                          |
| 2013 | Mi vida según yo (Webserie)                                                                      |
| 2013 | The Challenge (Webserie)                                                                         |
| 2012 | La que se avecina \| Temporada 6 Cap. 77 Una subasta, una crema para viejas y un bombón de licor |
| 2009 | 90-60-90, diario secreto de una adolescente                                                      |
| 2008 | El comisario                                                                                     |
| 2008 | Guante blanco                                                                                    |
| 2008 | ¿De qué lado estas? - Colaborador                                                                |
| 2006 | Canal Taxi Canarias - Presentador                                                                |
| 2005 | Somos como somos - Colaborador                                                                   |

## Teatro
| Año       | Título                                                                             |
| --------- | ---------------------------------------------------------------------------------- |
| 2025      | María de Buenos Aires - Opereta (Personaje: El Duende - Sinfoneta - Georgia)       |
| 2023      | María de Buenos Aires - Opereta (Personaje: El Duende - Immling Festival - Munich) |
| 2015/17   | Guerra de sexos (Actor y Productor)                                                |
| 2014      | Mínimo Común (Actor)                                                               |
| 2012-2013 | El estresado (Actor y guionista)                                                   |
| 2010-2013 | Don Juan Tenorio                                                                   |
| 2012-2013 | Acoso entre vías (Productor)                                                       |
| 2010-2013 | Los críticos (Actor y guionista)                                                   |
| 2012-2013 | El presentador                                                                     |
| 2011      | God                                                                                |
| 2010-2011 | Gaspar, el rey mago de la ilusión                                                  |
| 2009-2010 | Shakespeare in the classroom                                                       |
| 2005-2006 | Cabaret de la patera                                                               |
| 2008-2010 | En alta mar (Guionista)                                                            |
| 2007-2008 | El Plan B                                                                          |
| 2005-2007 | El futuro ya está aquí                                                             |
| 2006-2007 | Noches de Cabaret                                                                  |
| 2005-2006 | Cinematral                                                                         |

## Radio
| Año       | Trabajo | Título                  | Notas                 |
| --------- | ------- | ----------------------- | --------------------- |
| 2006-2007 | Radio   | Entre limón y chocolate | De Radio Millenium MX |

## Spots y Promos de TV
| Año       | Título                                                               | Director/a       |
| --------- | -------------------------------------------------------------------- | ---------------- |
| 2022      | BBVA, "Salud financiera"                                             |                  |
| 2022      | CNI, "Servicio nacional de inteligencia"                             |                  |
| 2022      | Promo Parque Sur Madrid                                              |                  |
| 2022      | Lotería del niño 2021/2022                                           |                  |
| 2022      | ACCE,"Asociación española contra el cancer"                          |                  |
| 2022      | Mapfre "Fin de año 2021/2022"                                        |                  |
| 2021/2022 | Toujeo USA, "Feel the groove" - fotos web                            |                  |
| 2021      | Generali Portugal                                                    |                  |
| 2021      | La Sirena,"Navidad en familia"                                       |                  |
| 2020      | Promo ATRESMEDIA," Abre la ventana, Sin Barreras"                    | Gracia Querejeta |
| 2019      | Promo ATRESMEDIA, Pesadilla en la cocina "Con la comida no se juega" |                  |
| 2018-2019 | Ford UK, All by yourself Día Supermercados, Día sin Iva              |                  |
| 2017      | Genialloyd Italy                                                     |                  |
| 2017-2019 | TOUJEO, feel The Groove, USA                                         | Phill Jeanou     |
| 2009      | Movistar                                                             |                  |
| 2007      | Navieras Armas                                                       |                  |
| 2005      | Zumos Libbys                                                         |                  |